# Nano (calciatore spagnolo)
Alexander Mesa Travieso, meglio noto come Nano (La Laguna, 5 febbraio 1995), è un ex calciatore spagnolo, di ruolo attaccante.

## Caratteristiche tecniche
È un centravanti.

## Statistiche

### Presenze e reti nei club
Statistiche aggiornate al 22 maggio 2017.
| Stagione        | Squadra         | Campionato      | Campionato | Campionato | Coppe nazionali | Coppe nazionali | Coppe nazionali | Coppe continentali | Coppe continentali | Coppe continentali | Altre coppe | Altre coppe | Altre coppe | Totale | Totale |
| Stagione        | Squadra         | Comp            | Pres       | Reti       | Comp            | Pres            | Reti            | Comp               | Pres               | Reti               | Comp        | Pres        | Reti        | Pres   | Reti   |
| --------------- | --------------- | --------------- | ---------- | ---------- | --------------- | --------------- | --------------- | ------------------ | ------------------ | ------------------ | ----------- | ----------- | ----------- | ------ | ------ |
| 2013-2014       | Tenerife        | SD              | 10         | 0          | CR              | 0               | 0               | -                  | -                  | -                  | -           | -           | -           | 10     | 0      |
| 2014-2015       | L'Hospitalet    | SDB             | 22         | 3          | CR              | 3               | 2               | -                  | -                  | -                  | -           | -           | -           | 25     | 5      |
| 2015-2016       | Tenerife        | SD              | 35         | 14         | CR              | 0               | 0               | -                  | -                  | -                  | -           | -           | -           | 35     | 14     |
| Totale Tenerife | Totale Tenerife | Totale Tenerife | 45         | 14         |                 | 0               | 0               |                    | -                  | -                  |             | -           | -           | 45     | 14     |
| 2016-2017       | Eibar           | PD              | 6          | 1          | CR              | 5               | 1               | -                  | -                  | -                  | -           | -           | -           | 11     | 2      |
| Totale carriera | Totale carriera | Totale carriera | 73         | 18         |                 | 8               | 3               |                    | -                  | -                  |             | -           | -           | 81     | 21     |